# Rogeez
Rogeez ist ein Ortsteil der Gemeinde Fünfseen im Landkreis Mecklenburgische Seenplatte in Mecklenburg-Vorpommern (Deutschland).

## Geografie

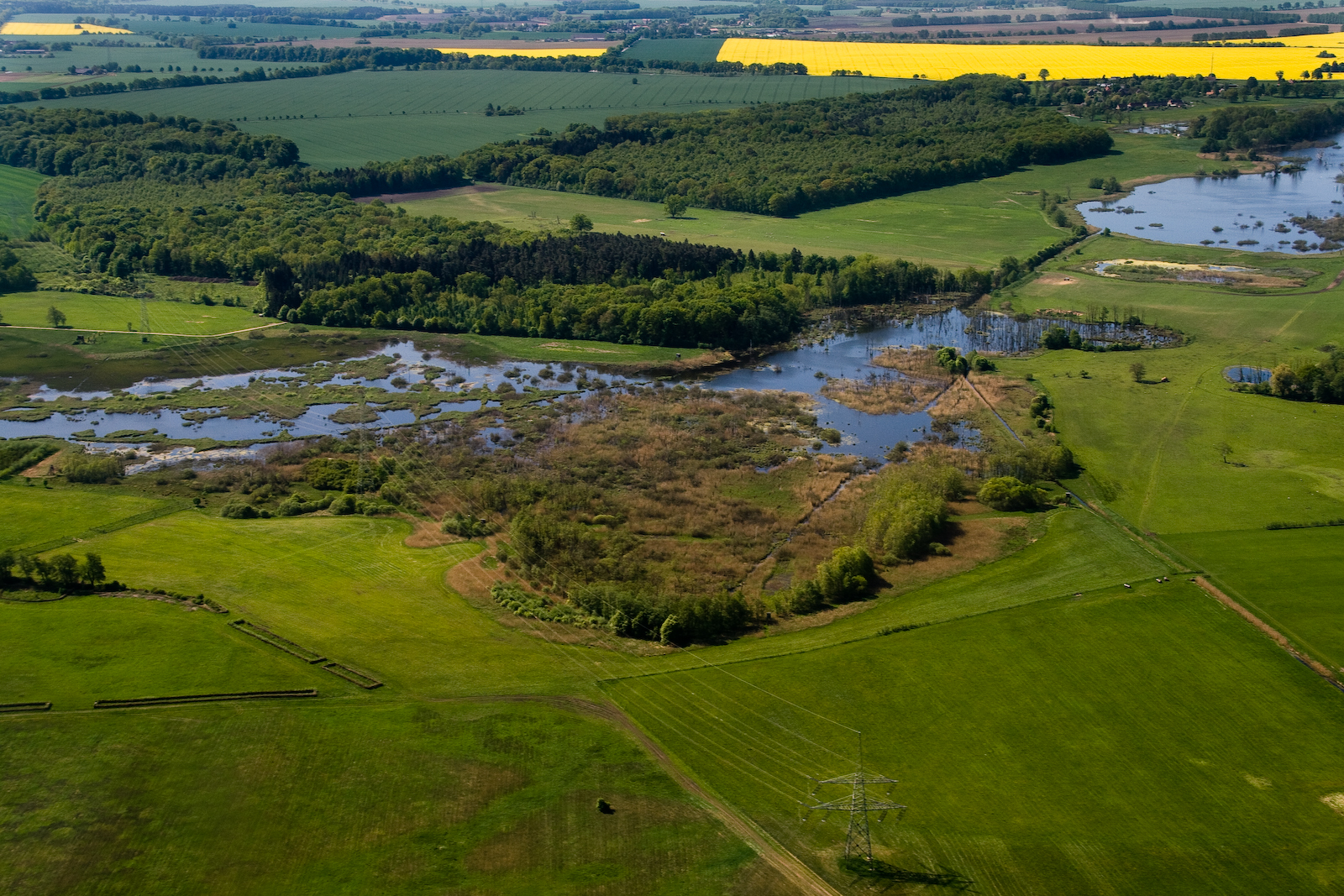
Luftbild vom Rogeezer Bruch aus nordwestlicher Richtung

Auf der Westseite des Ortes befindet sich der Sumpf (Rogeezer Bruch), der durch die Verlandung eines Flachsees entstanden ist. Vor dem Zweiten Weltkrieg wurden die Wiesen, die zu dieser Zeit noch nicht mit Schilf bewachsen waren, als Weide genutzt, danach wurde diese Art der Bewirtschaftung eingestellt und die Wiesen verschilften. In einem kleinen Teil des Gebiets wurde in DDR-Zeiten Torf abgebaut. Hiervon zeugen heute die gefluteten Abbaustätten. Im Frühjahr 1999 wurde mit der Wiedervernässung des Gebiets begonnen. Hierfür wird der Wasserabfluss in den Plauer See kontrolliert. Es kam zu einem Wasseranstieg im Stuerschen und Rogeezer Flachseebeckens. Ein sich im Südosten des Ortes ergebender Hügel ist mit (119 m ü. NHN) der höchste Punkt im Ort. An dessen Südseite wurde früher Kies abgebaut. Im Volksmund wird dieser Hügel auch als Röbeler Berg bezeichnet. Im Ortskern und entlang des Satower Wegs befindet sich eine alte Anpflanzung von Kastanien. Diese Anpflanzung erstreckte sich bis in die 1970er Jahre weiterführend bis zum Eulenburg.

## Geschichte
Urkundlich wurde der Ort Rogeez erstmals 11. April 1344 als Villa Rogatze in einer Lehensurkunde erwähnt. Weitere dokumentierte Schreibweisen sind auch Rogäz, Rogatze, Rogetz oder Rogeetz. Der Name lässt sich auf den slawischen Siedlungsursprung zurückführen. Demnach bedeutet er wahrscheinlich „Ort des Rogat, Rogač“.

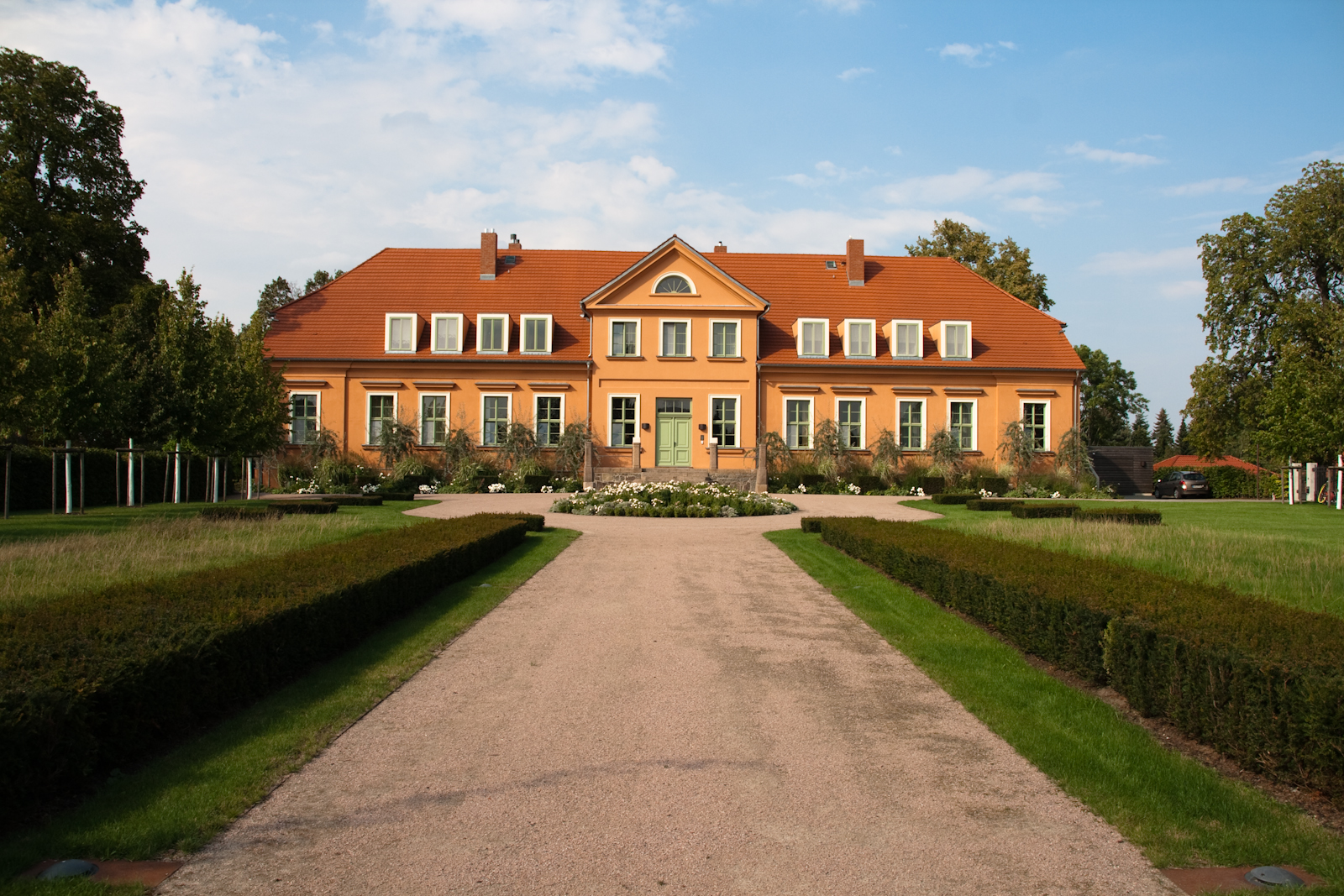
Saniertes Gutshaus mit Sicht auf den Haupteingang

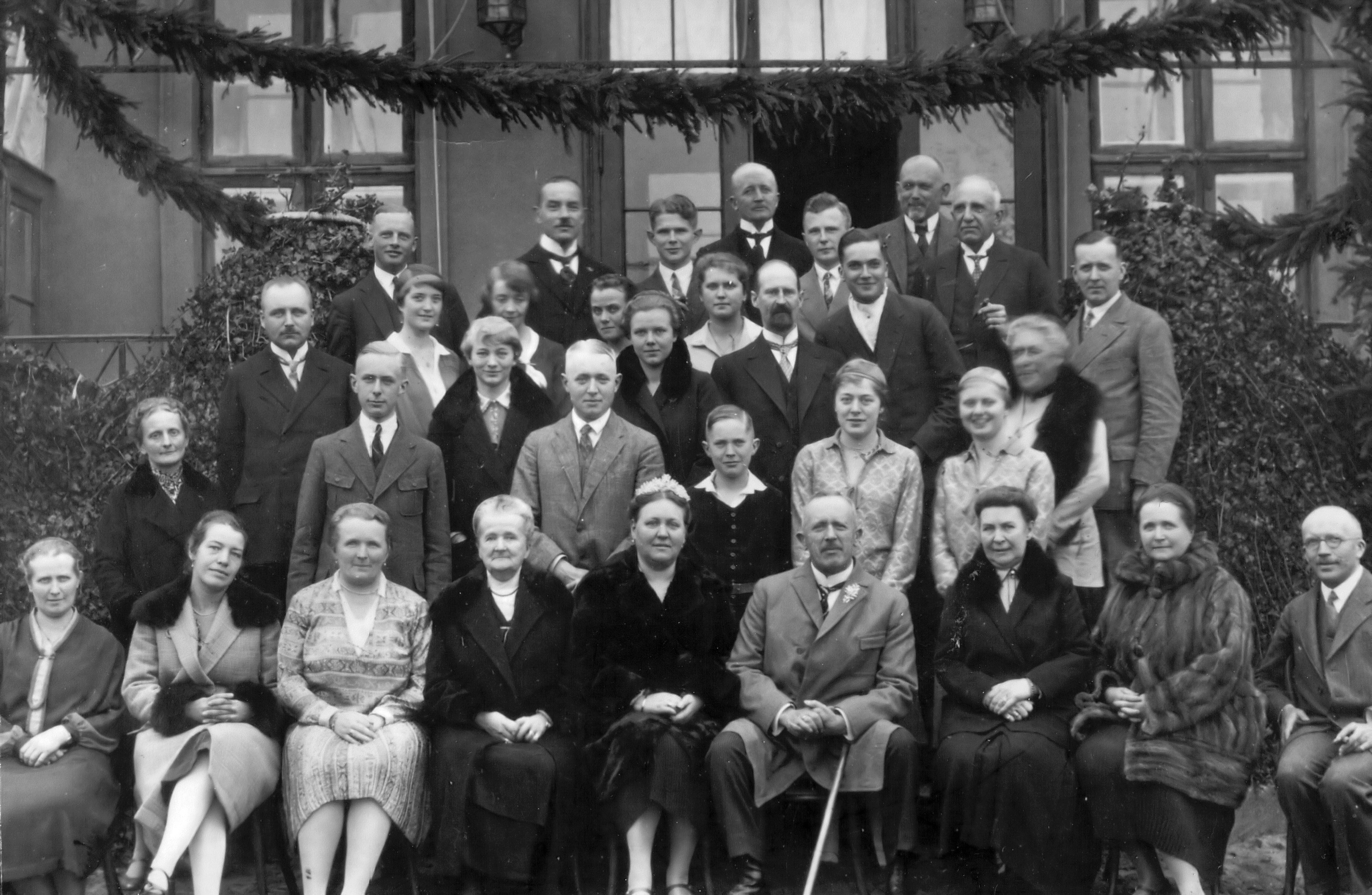
Familie von Bülow am 28. Oktober 1928 vor deren Gutshaus Rogeez

Rogeez ist ein gewachsenes Reihendorf. Entlang des Satower Wegs und der Parkallee (bis 2004: Dorfstraße) befinden sich Wohnhäuser. Im Rosenweg wurde in der DDR-Zeit ein Wohnblock errichtet, welcher Mitte der 1990er Jahre eine vollständige Sanierung erfuhr. Den Ortskern prägt das historische und 2006 sanierte Gutshaus, das heute in privater Hand ist und wieder bewohnt wird. Bis zur Enteignung im Zuge der Bodenreform war das Gut Rogeez Eigentum der uradeligen Mecklenburger Familie von Bülow. Neben dem Gutshaus ist eine noch heute erhaltene Stallanlage sehr markant. Anfang der 1990er Jahre wurde der Ort um ein neues Wohngebiet im Osten erweitert. Nahe dem Friedhof entstanden 26 Ein- und Mehrfamilienhäuser.

### Eingemeindung
Am 1. Januar 2005 wurde Rogeez in die neue Gemeinde Fünfseen eingegliedert.

## Öffentliche Einrichtungen
Bis zum Ende des Schuljahres 1982/83 gab es im ehemaligen Gutshaus eine Polytechnische Oberschule. Zu Beginn des neuen Schuljahrs 1983/84 wurde der Schulstandort nach Kogel verlegt und das Gebäude stand leer. Hinter dem Gutshaus befand sich bis zum 31. Juli 2001 eine Kindertagesstätte. Das leerstehende Gebäude wurde im Rahmen der Sanierung des Gutshauses abgerissen.
Der kommunale Friedhof, der sich auf der zum Ort gewandten Südseite des Röbeler Bergs befindet, wurde nach dem Zweiten Weltkrieg auf Initiative einiger Bürger des Ortes gegründet und angelegt. Er stellte eine alternative Begräbnisstätte zum nächstgelegenen Friedhof in Satow dar. Auf ihm befindet sich eine Feierhalle. Erwähnenswert ist auch eine sehr massive und alte Eiche in der Mitte des Friedhofs.

## Wirtschaft

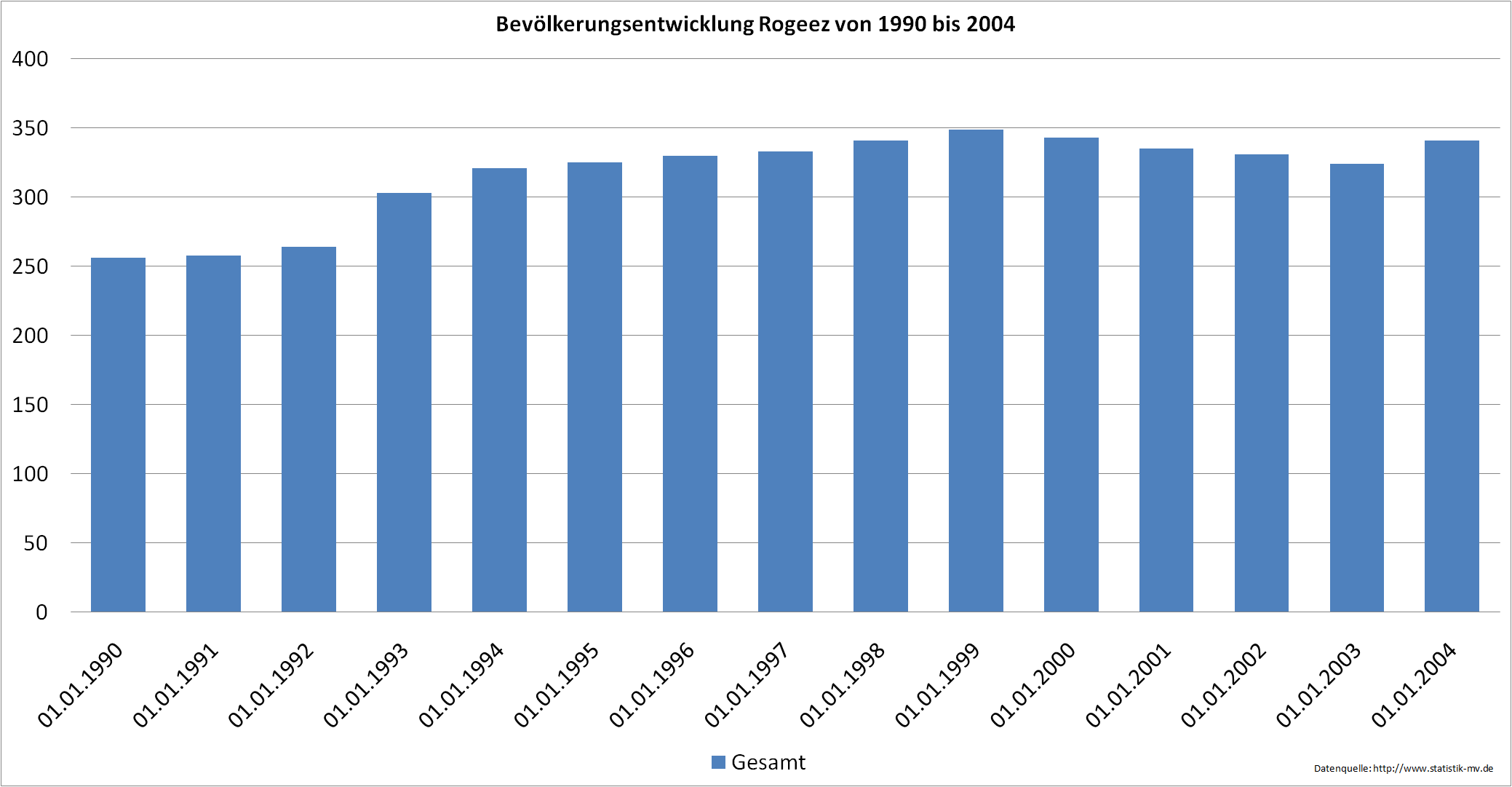
Bevölkerungsentwicklung von Rogeez seit 1990 bis 2004

Bis zum Ende der DDR gab es eine Konsumfiliale, eine Filiale der Post, eine Gaststätte sowie eine Filiale der Bäuerlichen Handelsgenossenschaft. Eine alte, noch aus der Zeit des Gutes Bülow stammende Stallanlage aus rotem Backstein wurde in den 1990er Jahren nach langem Leerstand und zunehmendem Verfall abgerissen. Sie diente bis zum Ende der DDR der Schweinezucht. Nahe dieser Anlage befand sich eine große Garagenanlage für Landmaschinen der LPG Satow-Kogel. Diese wurde Ende der 1990er Jahre abgerissen. Weiterhin befinden sich im Dorf zwei große, jedoch nicht mehr aktiv genutzte Stallanlagen. Sie dienten bis Ende der 1990er Jahre der Rinderzucht. Seit Mitte der 1990er Jahre ist im Ort eine freie Kfz-Werkstatt ansässig. Eine Filiale der Raiffeisenbank befindet sich ebenso im Ort.

## Vereine
Neben der 1936 gegründeten Freiwilligen Feuerwehr, die viele Erfolge in Wettkämpfen errungen hat.
Auch existiert ein aktiver Fußballverein, den SV Rogeez, welcher in den 1960er Jahren gegründet wurde und bis zur Wende BSG Traktor Rogeez hieß. 1997 wurde die „Sektion Hundesport“ von Barbara Fiedler begründet. Im Jahr 2001 entstand daraus der Rogeezer Hundesportverein e.V.
Seit dem 28. März 1998 besteht die Volkstanzgruppe Fröhlicher Kreis.
Im Mai 2019 gründete sich der Rogeezer Dörpverein e.V.